# Nadira (Kokand)

Gemälde Nadiras

Nadira (1792 in Andijon – 1842), auch Nodira transkribiert, ist das Pseudonym von Mohlaroyim, einer usbekischen Dichterin und Frau des Khans Umar von Kokand. Sie schrieb auf Persisch und Usbekisch und veröffentlichte ihre Texte auch unter den Namen Komila and Maknuna. Sie gilt als eine der wichtigsten Dichterinnen des Landes im 19. Jahrhundert.

## Leben und Werk
Nadira erhielt eine gute Erziehung und studierte Literatur und Geschichte. Eines ihrer großen Vorbilder war Mir ʿAli Schir Nawāʾi. In ihren Gedichten thematisierte sie vor allem Liebe und ihre eigenen Gefühle. Von Nadira sind mehr als 1000 Hemistichien bekannt.
1808 heiratete sie Amr Umarhon, der zu dieser Zeit Major in Margʻilon war. Mit der Übernahme des Titels Khan zog dieser gemeinsam mit Nodira nach Kokand. Das Paar hatte einen Sohn, Madalihon, der nach dem Tod seines Vaters den Titel erbte. Nodira war während der Regierungszeit ihres Sohnes Regentin und so aktiv an den Regierungsgeschäften beteiligt. Sie war unter anderem für den Bau einer Madrasa, einer Moschee und mehrere Karawansereien verantwortlich. Auf ihre Anweisung wurde auch das Modari Khan Mausoleum errichtet, das heute noch als eine der Sehenswürdigkeiten von Kokand gilt. Nadira wurde 1842 ermordet. Sie wurde, ebenso wie ihr Mann, im Modari Khan Mausoleum beigesetzt.

## Ehrungen und Rezeption in Kunst und Kultur

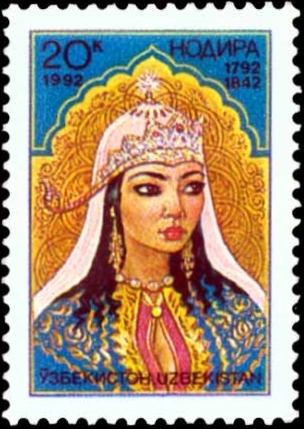
Briefmarke zu Ehren von Nadiras 200. Geburtstag

1974 wurde in der damaligen Sowjetunion der Film Odna sredi lyudey gedreht, der auf dem Leben von Nadira basiert.
1992 gab Uzbekistan zu Ehren ihres 200. Geburtstages eine Briefmarke im Wert von 20 Kopeken mit ihrem Porträt heraus.